# 米田求政
米田 求政（こめだ もとまさ）は、戦国時代から安土桃山時代にかけての武将。

## 生涯
室町幕府13代将軍・足利義輝に仕えた。
永禄8年（1565年）の永禄の変で義輝が三好三人衆などに殺害されると、三人衆や松永久秀によって興福寺に幽閉されていた将軍の弟・覚慶（足利義昭）を細川藤孝、三淵藤英、和田惟政、一色藤長、仁木義政らと共に救出した。
永禄12年（1569年）より、同じく幕臣である細川藤孝に仕える。
元亀元年（1570年）11月23日、求政の主催で藤孝、里村紹巴らと連歌百韻を催した。
元亀2年（1571年）、山城国勝竜寺城の普請を務める。
天正19年（1591年）7月28日、死去した。
子孫は熊本藩上卿三家の家老二座として、1万5,000石と長岡姓を与えられ、さらに明治維新後には男爵となっている。